# Opius microscopicus
Opius microscopicus är en stekelart som beskrevs av Fischer 1963. Opius microscopicus ingår i släktet Opius och familjen bracksteklar. Inga underarter finns listade i Catalogue of Life.